# Lahn-Dill-Kreis
Okrug Lahn-Dill-Kreis (njem.: Lahn-Dill-Kreis) je okrug u njemačkoj pokrajini Hessen. Ima 254.878 stanovnika (31. prosinca 2009.).

## Gradovi i općine u okrugu
| Gradovi                                                                              | Općine |                                                                                        |
| ------------------------------------------------------------------------------------ | --- | -------------------------------------------------------------------------------------- |
| 1. Aßlar 2. Braunfels 3. Dillenburg 4. Haiger 5. Herborn 6. Leun 7. Solms 8. Wetzlar | 1. Bischoffen 2. Breitscheid 3. Dietzhölztal 4. Driedorf 5. Ehringshausen 6. Eschenburg 7. Greifenstein 8. Hohenahr | 1. Hüttenberg 2. Lahnau 3. Mittenaar 4. Schöffengrund 5. Siegbach 6. Sinn 7. Waldsolms |

## Vanjske poveznice
- Službena stranica (njem.)